# Abu-Sad at-Tustarí
Abu-Sad ibn Sahl at-Tustarí, més conegut senzillament com a Abu-Sad at-Tustarí (mort el 1047) fou un home de negocis i polític fatimita a Egipte, de religió jueva. Va emigrar des d'Ahwaz amb dos germans (Abu-Nasr i Abu-Mansur) i va fundar un negoci molt pròsper al Caire, de teixits i joieria i en part també com a banquers.
En el tractat o armistici entre fatimites i romans d'Orient va tenir una participació essencial i és anomenat com a «virrei» (mudabbir ad-dawla) i es considerava que era de fet el visir mentre del que tenia aquest càrrec, Fallahi, es diu «que té el nom però no el poder del seu càrrec». Fallahi va aixecar contra ell als regiments turcs que el van matar l'octubre/novembre del 1047 i després al seu germà Abu-Nasr.
El seu fill Hàssan ibn Abi-Sad es va fer musulmà i va esdevenir visir per poc temps el 1064.